# Илясов, Юрий Михайлович
Юрий Михайлович Илясов (13 ноября 1926, Ленинград — 26 декабря 2005) — советский прыгун в высоту, чемпион и призёр чемпионатов СССР, участник летних Олимпийских игр 1952 года в Хельсинки, мастер спорта СССР. Тренер.

## Биография
Ветеран Великой Отечественной войны. Воевал на Ленинградском фронте. Награждён медалью «За боевые заслуги», «За оборону Ленинграда», «За победу над Германией в Великой Отечественной войне 1941—1945 гг.»
Выпускник Военного института физической культуры имени Ленина 1951 года. Увлёкся спортом в 1946 году. Его тренером был П. С. Нижегородов. Выступал за клуб «Искра» (Ленинград). В 1948—1954 годах был членом сборной команды страны. Автор четырёх рекордов СССР. На Олимпиаде в Хельсинки занял 13-е место с результатом 190 см.
Работал тренером в ДСО «Спартак» (Ленинград). В 1978—1988 годах был старшим преподавателем Ленинградского ветеринарного института.

## Выступления на чемпионатах СССР
- Чемпионат СССР по лёгкой атлетике 1948 года —  (196 см);
- Чемпионат СССР по лёгкой атлетике 1949 года —  (192 см);
- Чемпионат СССР по лёгкой атлетике 1953 года —  (195 см);
- Чемпионат СССР по лёгкой атлетике 1954 года —  (190 см);